# Allanridge
Allanridge ist eine Stadt in der südafrikanischen Provinz Freistaat. Sie liegt in der Gemeinde Matjhabeng im Distrikt Lejweleputswa.

## Geographie
2011 hatte Allanridge 2361 Einwohner. Wenige Kilometer südöstlich befindet sich die Townshipsiedlung Phathakahle mit 16.976 Einwohnern. Allanridge liegt 34 Kilometer nördlich der Stadt Welkom.

## Geschichte
Der Ort wurde 1950 gegründet und nach dem Geologen Allan Roberts benannt, der in der Nähe auf Gold gestoßen war. 1956 erhielt der Ort den Gemeindestatus. 2000 kam Allanridge zur neugegründeten Gemeinde Mathjabeng.

## Wirtschaft und Verkehr
Haupteinnahmequelle ist der Goldbergbau, vor allem durch die Lorraine Gold Mining Company.
Allanridge liegt an der R30, die unter anderem Bothaville im Norden mit Odendaalsrus im Süden verbindet.
Auf der Nebenbahn Whites–Allanridge–Bothaville, die von der Hauptbahn Johannesburg–Bloemfontein abzweigt, wird Güterverkehr betrieben.